# Samuel Godra

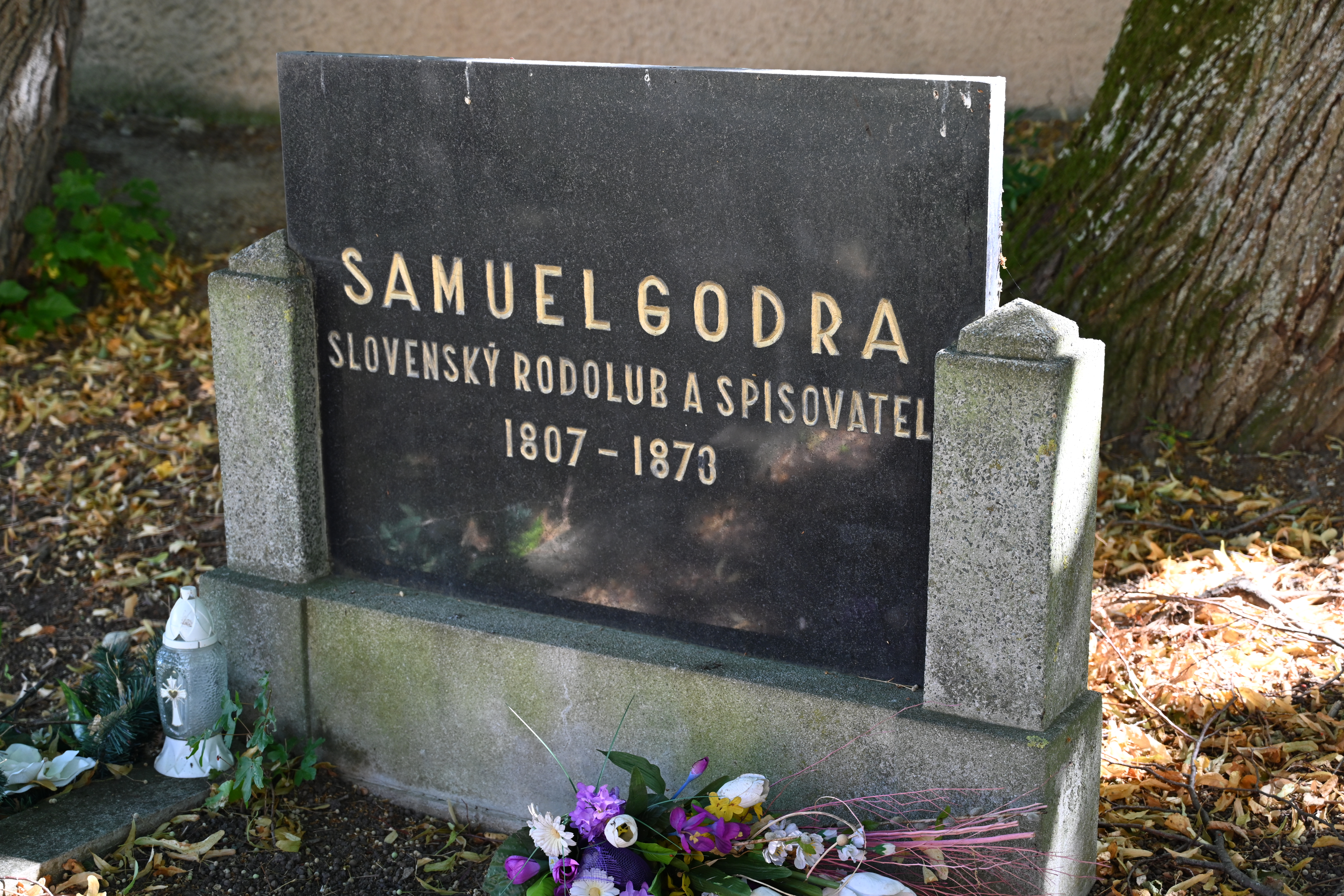
Samuel Godra sírja

Samuel Godra (magyarosan: Godra Sámuel, 1806. augusztus 25. – 1873. május 4.) szlovák evangélikus lelkész Pozsonyban.
Szlovák nyelvű költeménye van a Victorin, Concordia Slovansky Letopis-ban (Buda, 1858.)

## Művei
- Muzy dcera w třech pêvich. Pozsony, 1829 (Költemény)
- Puwodny Mrawnj Bájky. Szakolcza, 1830 (Verses erkölcsi mesék)
- Epigrammy čili Nápisy pro kazdého slovana. Balassa-Gyarmat, év. n.
- Znělky Geho Dwogjeti hodnostia Wysočenosti, Janu Kollarowi... Pozsony, 1835 (Szlovák költemény Kollár János tiszteletére)
- Obět srdce pobozného v. 5. zpevich. Beszterczebánya, 1856 (Szlovák imakönyv)